# 紀元前251年
紀元前251年（きげんぜん251ねん）は、ローマ暦の年である。
当時は、「ルキウス・カエキリウス・メテッルスとガイウス・フリウス・パキルスが共和政ローマ執政官に就任した年」として知られていた（もしくは、それほど使われてはいないが、ローマ建国紀元503年）。紀年法として西暦（キリスト紀元）がヨーロッパで広く普及した中世時代初期以降、この年は紀元前251年と表記されるのが一般的となった。

## 他の紀年法
- 干支 : 庚戌
- 日本
  - 皇紀410年
  - 孝霊天皇40年
- 中国
  - 秦 - 昭襄王56年
  - 楚 - 考烈王12年
  - 斉 - 斉王建14年
  - 燕 - 燕王喜4年
  - 趙 - 孝成王15年
  - 魏 - 安釐王26年
  - 韓 - 桓恵王22年
- 朝鮮 :
- ベトナム :
- 仏滅紀元 : 296年
- ユダヤ暦 :

## できごと

### ギリシア
- マケドニア王アンティゴノス2世の許可を受けたニコクレスは、シキュオンの僭主パセアスを暗殺した。ニコクレスは、僭主として4か月間シキュオンを治めたが、その間に80人の市民を追放した。その後、アラトスに率いられたシキュオンからの追放者によって、夜間にシキュオンの要塞が奇襲を受けた。僭主の宮殿には火がつけられたが、ニコクレスは地下通路を使って街から逃げ出した。
- アラトスは、ニコクレスによって追放された市民をシキュオンに呼び戻した。これにより、街は2つに分かれた。アンティゴノス2世は、この不和をついて町を攻めた。アラトスは、町をアカイア同盟に加盟させ、マケドニアから同盟を守るための財政的な支援をエジプト王のプトレマイオス2世から取り付けた。

### 共和政ローマ
- ルキウス・カエシリウス・メテルスに率いられたローマ軍は、カルタゴが支配する港町パノルモスを攻撃した。パノルモスの戦いの後、ハスドゥルバルに率いられたカルタゴ軍は敗れ、町は陥落した。
- パノルモスが占領された後、シチリア西部の多くの街も陥落した。ソロウス、ペトラ、ティンダリスの町は、同じ年にローマと平和条約を結んだ。この敗北により、カルタゴのシチリア遠征は終了した。

### 中国
- 秦の昭襄王が死去し、孝文王が立った。
- 燕王喜は長平の戦いによって趙が弱体化しているとの栗腹の報告を受けて、趙を攻撃することに決めた。燕軍が宋子まで進軍すると、趙は廉頗を将として迎撃し、栗腹を鄗で破った。趙の楽乗は卿秦を代で破り、北に500里あまりも追撃して、燕を包囲した。燕王が将渠を使者として講和を求めさせると、趙軍は包囲を解いて撤退した。

## 誕生
- 騶揺（中国語版） - 東甌王

## 死去
- 昭襄王 - 秦の王
- 平原君 - 趙の公子、戦国四君のひとり